# 鳴門站

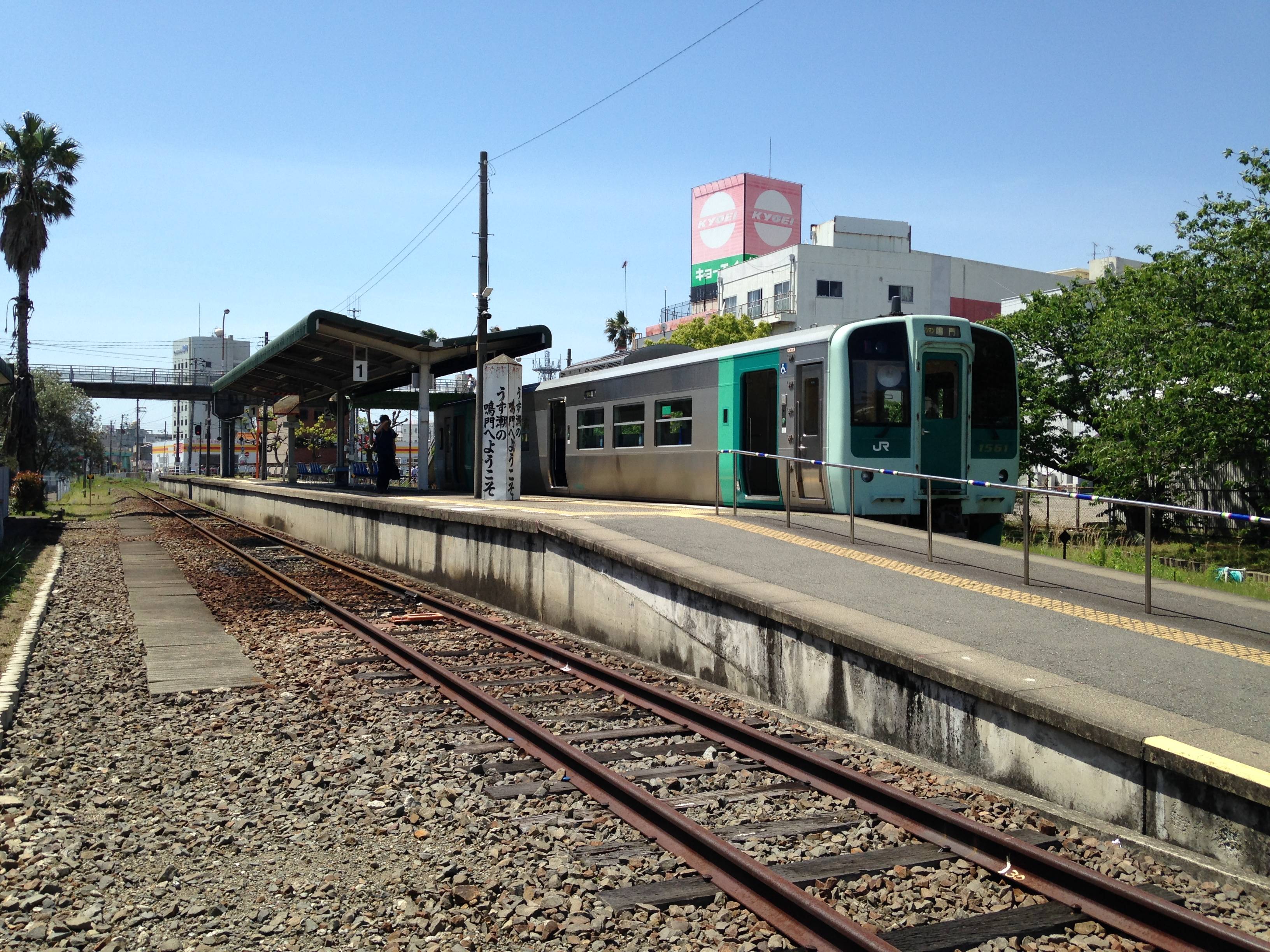
從路軌平交道處望向車站月台，有列車停靠的為2號月台。

鳴門站（日语：／ Naruto eki */?）是一位於日本德島縣鳴門市撫養町、隸屬於四國旅客鐵道（JR四國）的鐵路車站。車站編號為N10。為鳴門線的終點站；亦是前往多個著名景點的轉車站。本站又稱為「渦潮和鳴門金時蕃薯的站」（日语：うず潮と鳴門金時芋の駅）。
鳴門站本來設有站長，2010年JR四國精簡人手政策下，鳴門站雖然幸免能避過無人化的命運，但站長一職則被撤去，改由德島站站長接管。

## 車站結構
站舍為單層混凝土建築，大門口與改札口互對，等候室的面積頗大。站內設有綠窗口、票務處及洗手間，站內本來設有JR附屬的旅遊中心及小商店，但兩者皆已結業。
本站設有島式月台一個，提供1面2線的配置，乘客需要在月台末端沿斜台再跨過1號月台路軌才能到達站舍通道，由於橫過部份亦是路段末端，列車不會駛過，間接地形成了港灣式月台的格局，有效長度為4輛。
以往當列車仍要靠機關車帶動時，月台末端設有轉轍器，2号月台轨道继续向前延伸，形成“机回线”，可以讓停在1号月台的機車摘下车厢後駛往最末端，然後倒車通过轉轍器轉至另一條路軌（即2号月台），再从另一端进入一号月台连挂原本的车厢，便完成了調頭工作。

### 月台配置

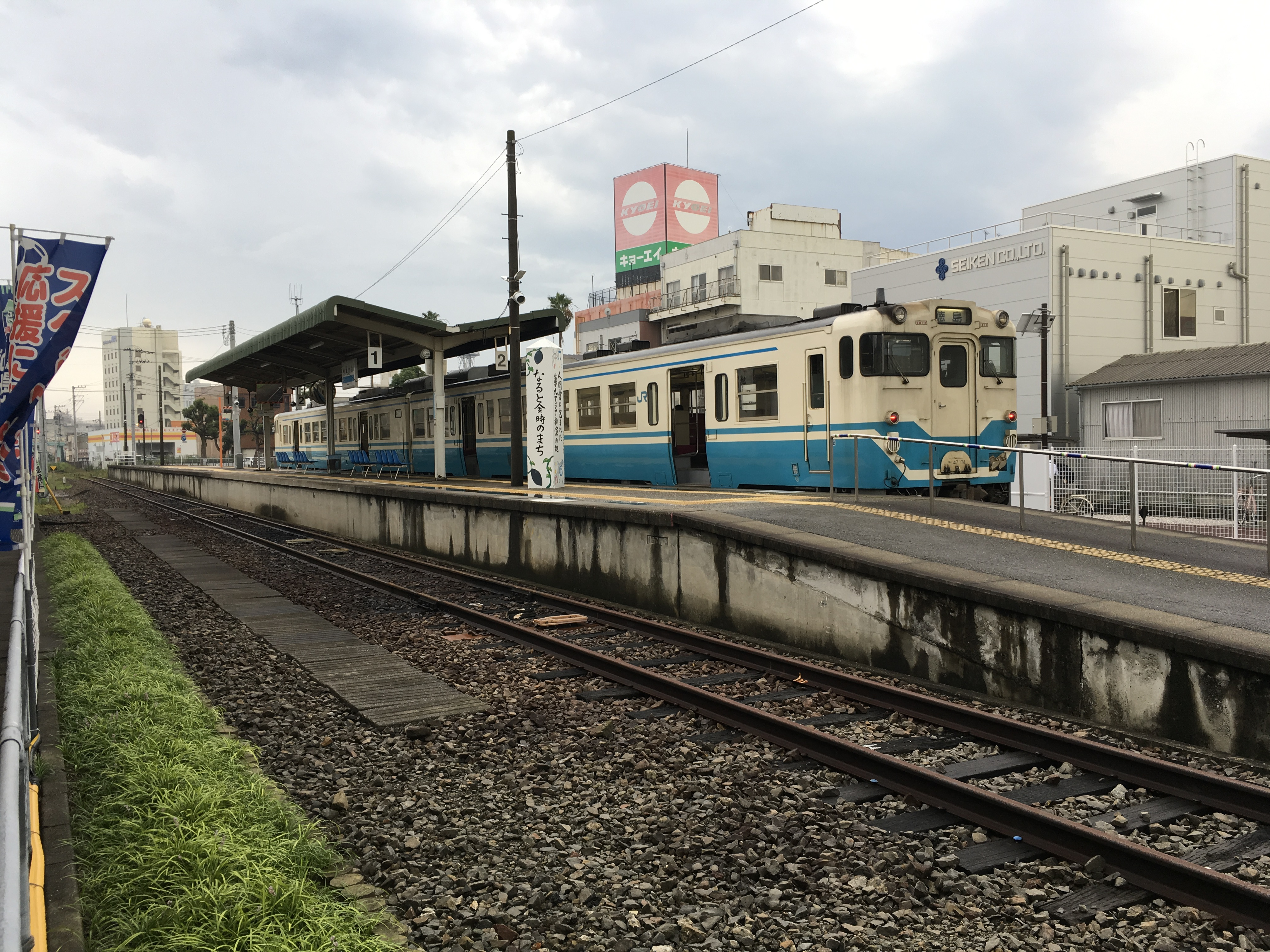
车站与停靠在2号站台（北侧）的Kiha40

| 月台 | 路線    | 方向 | 目的地         | 備註                                                              |
| ---- | ------- | ---- | -------------- | ----------------------------------------------------------------- |
| 1    | ■鳴門線 | 上行 | 池谷、德島方向 | 備用月台，除非2號月台被佔用時才使用。一天有4趟列车由1号月台发出。 |
| 2    | ■鳴門線 | 上行 | 池谷、德島方向 | 列車主要停泊月台                                                  |

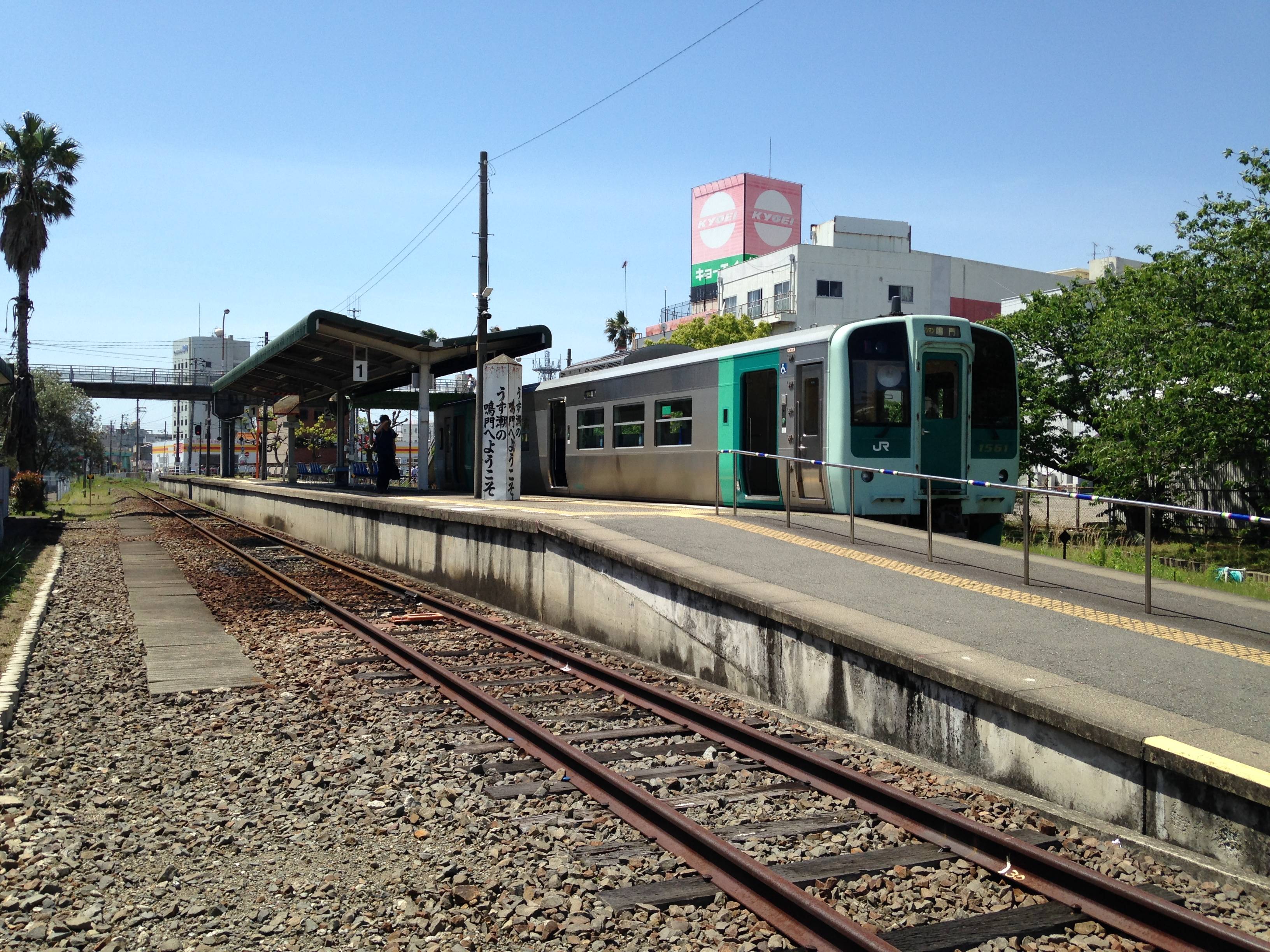
月台（2016年5月）
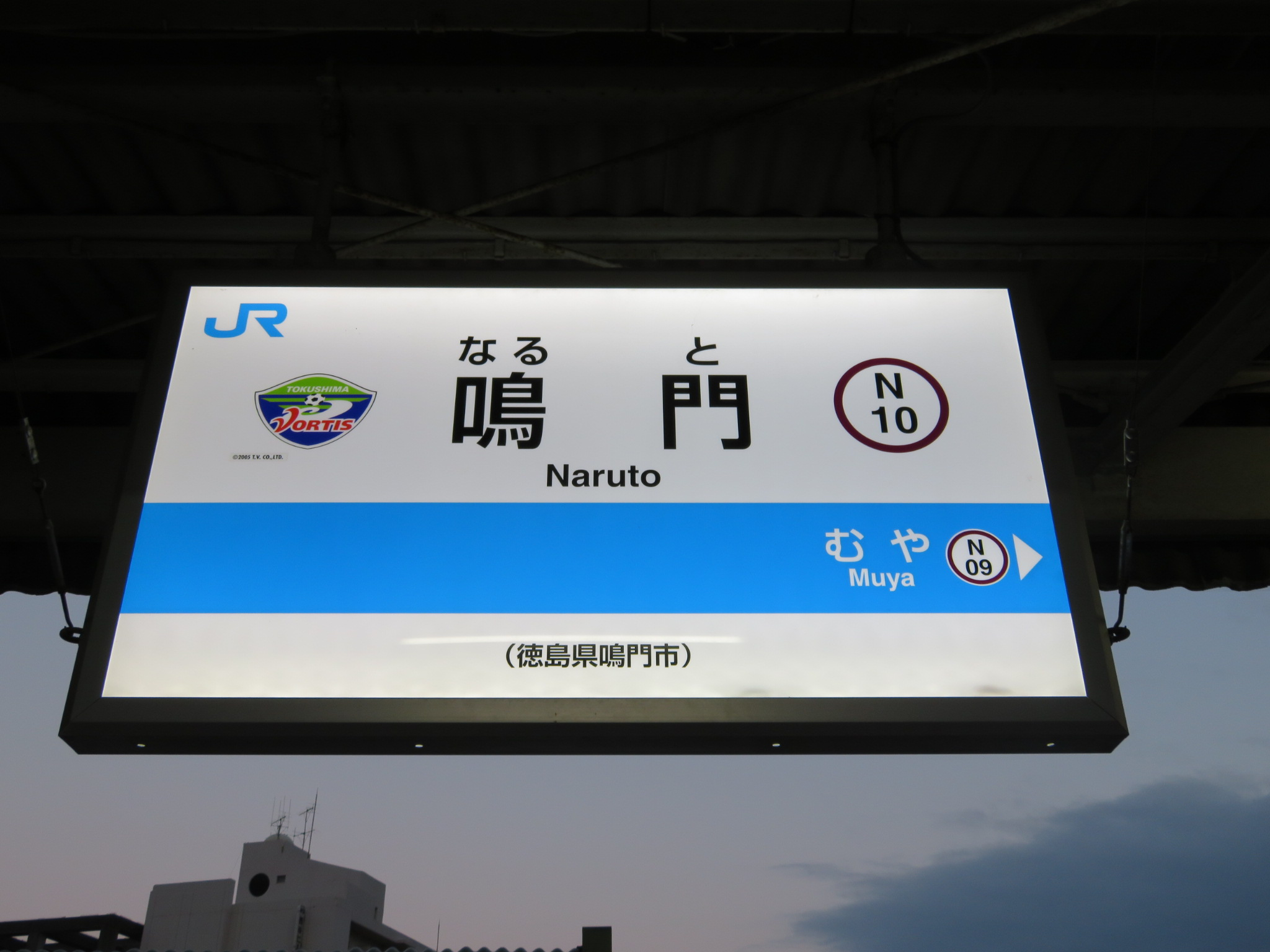
站名標記
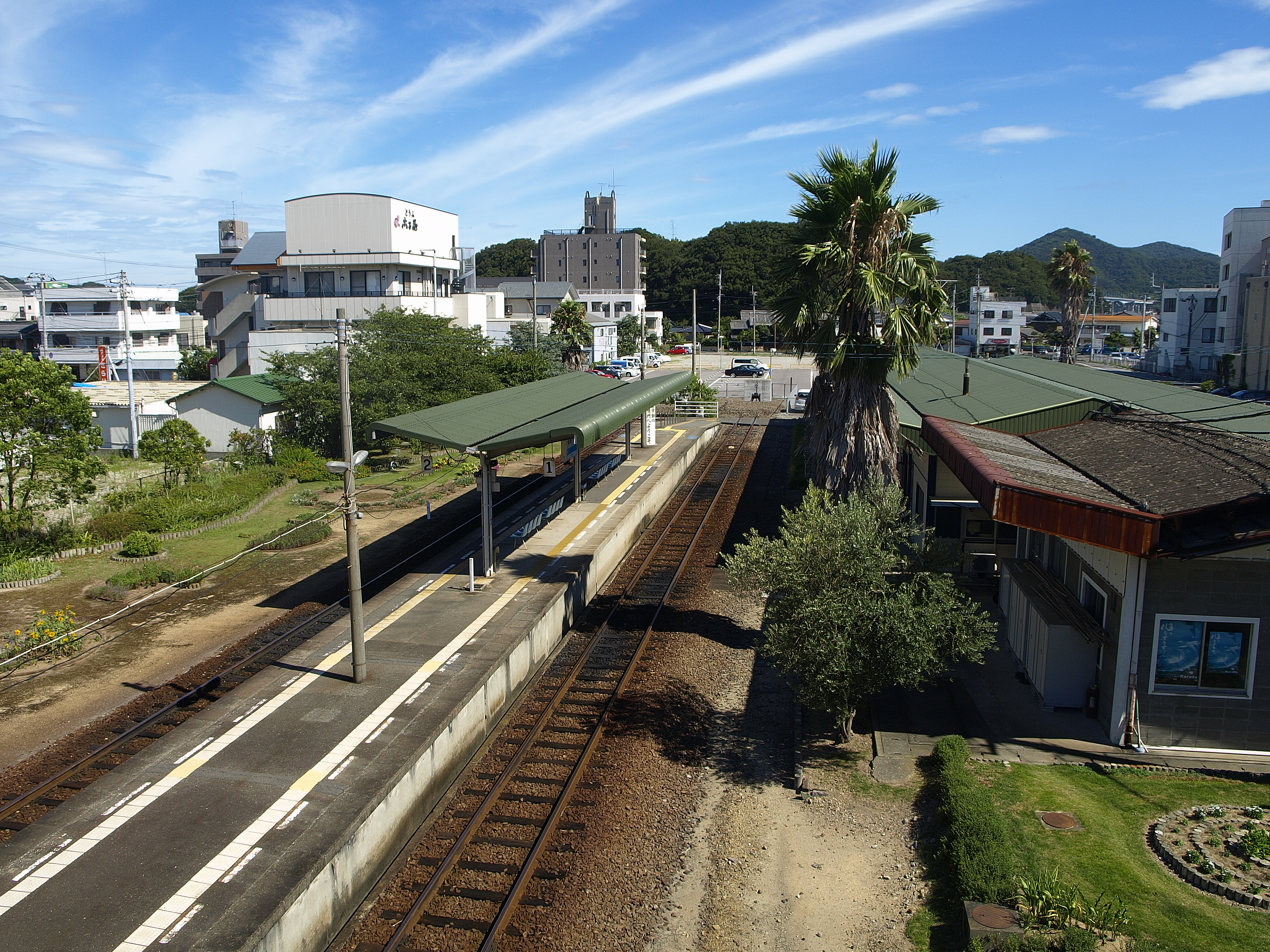
跨線橋俯瞰

## 歷史
- 1928年1月18日：開業。當時阿波鐵道將原本的「撫養站」遷至此，原站則改稱為「蛭子前站」（ゑびす前駅）。
- 1933年7月1日：阿波鐵道國有化，成為日本國有鐵道下的車站[2]。
- 1948年8月1日：改稱為「鳴門站」。同時蛭子前站亦改回為「撫養站」。
- 1970年3月1日：加建站舍，並將位置向後伸延200米至現時位置。
- 1987年4月1日：日本國鐵分割民營化，車站的營運由JR四國繼承。
- 2010年10月1日：廢除鳴門站長，改由德島站長管理。

## 相鄰車站
四國旅客鐵道（JR四國）
■鳴門線
鳴門（N10）－撫養（N09）

## 外部連結
- JR四國鳴門站官方網頁。（日文）